# Nuevo Banco Italiano (Sucursal Once)
El Edificio Propiedad del Nuevo Banco Italiano es un edificio que se encuentra en el barrio de Balvanera, en la ciudad de Buenos Aires, República Argentina. Está sobre la Avenida Rivadavia y a metros de la Plaza Miserere, también conocida como Plaza Once. De ella toma surge la denominación no oficial de la zona.
Fue proyectado por el arquitecto Manuel Tavazza para alojar a una sucursal del Nuevo Banco Italiano en la planta baja y entrepiso, y con 5 pisos altos de departamentos originalmente destinados a renta (alquiler) por parte del mismo banco. 
La fachada del edificio fue diseñada en estilo academicista, aunque con notables influencias italianizantes, y la entrada a los pisos superiores está en el n.º 2774.

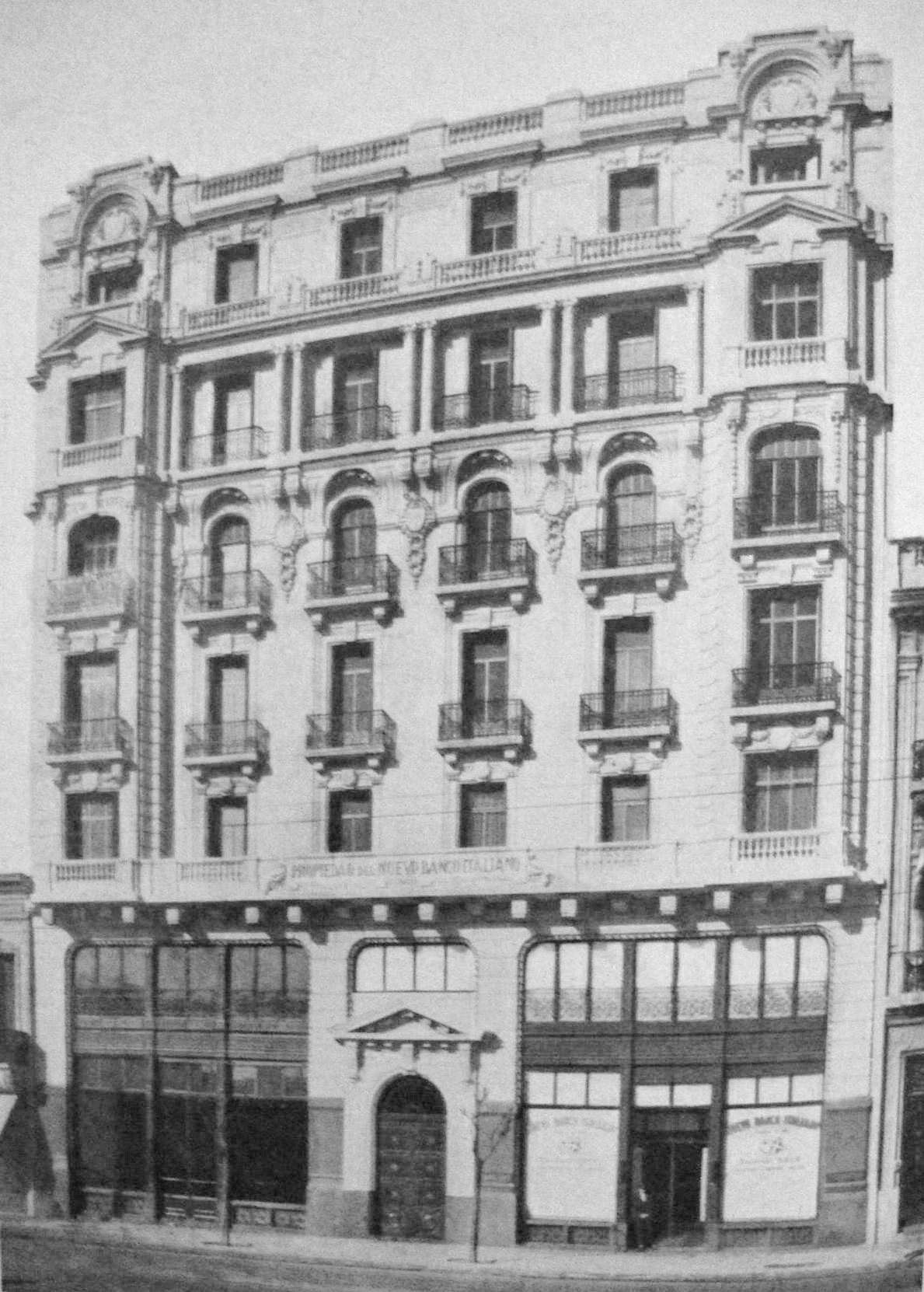
Recién terminado, en 1928

Posteriormente, con la Ley de Propiedad Horizontal de 1948, las viviendas pasaron a ser propiedad de sus diversos ocupantes, y en la actualidad la planta baja es ocupada por locales comerciales diversos.
La fachada ha perdido mucha de su ornamentación original, como las molduras que decoraban los frontis en el último piso y las columnas, o la misma puerta original. El entrepiso de oficinas, que poseía una fachada de ventanales con marcos de hierro, también fue modificado y perdió esa característica que lo destacaba de los pisos de viviendas, y lo unificaba con el local del banco en la planta baja.